# John Brown (służący)

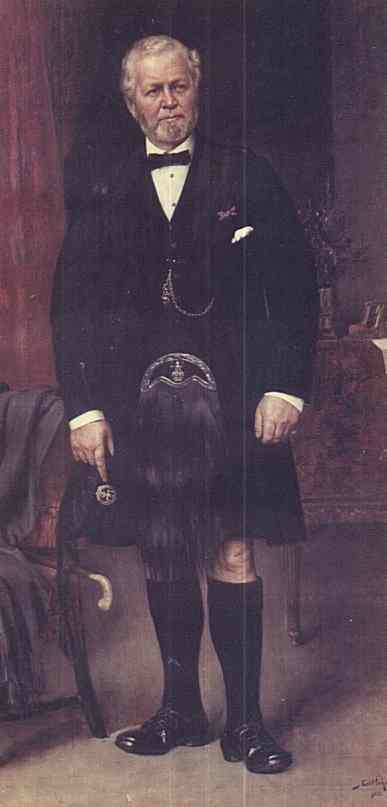
John Brown

John Brown (ur. 8 grudnia 1826; zm. 27 marca 1883) – wieloletni służący królowej Wielkiej Brytanii Wiktorii.

## Życiorys
John Brown urodził się w szkockim hrabstwie Aberdeenshire jako syn Johna Browna seniora i Margaret Leys.
Ten prosty Szkot został zatrudniony jeszcze przez księcia małżonka Alberta, był młodszy od królowej Wiktorii o siedem lat. Miał swobodne, szczere maniery i nie zwracał nadmiernej uwagi na pozycję społeczną zajmowaną przez Wiktorię. Królowa zaś zatrzymała go przy sobie, notując w dzienniku, że pozostanie „na stałe” i „będzie pożyteczny na inne sposoby... gdyż można mu ufać”.

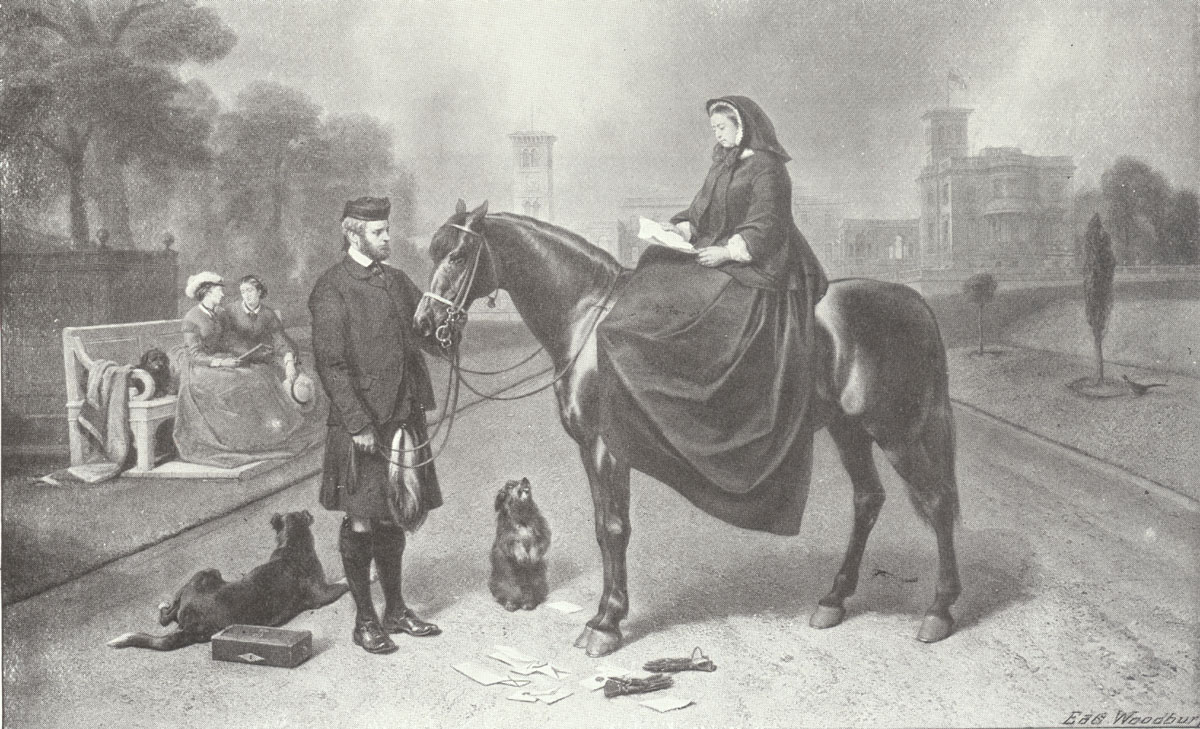
John Brown z królową Wiktorią.

John Brown był odpowiedzialny za bezpieczeństwo królowej i wiele innych spraw. Władczyni zwierzała się swojemu służącemu, czytywała mu fragmenty swojego dziennika, zmieniała suknie, jeśli on tylko o to poprosił, zmuszała rodzinę, by podawała mu rękę.
Stopniowo John Brown stał się niezbędny Wiktorii. Królowa odmawiała wręcz uczestnictwa w niektórych uroczystościach oficjalnych, jeśli nie było go przy jej boku. Pojawiło się coraz więcej plotek na temat ich związku. Było pewne, że więzy łączące tych dwoje ludzi były bardzo osobiste i uczuciowe.
Pojawiały się nawet plotki o ich potajemnym małżeństwie (królowa Wiktoria zwana była czasem „Jej Wysokością Panią Brown”). W opublikowanym 2 września 2006 r. w Daily Mail artykule Petronella Wyatt opisuje, jak jej ojciec, Woodrow Wyatt, spotkał w latach 80. XX w. królową-matkę Elżbietę, która często odwiedzała dom Wyattów. Podczas jednego z obiadów rozmowa zeszła na królową Wiktorię i Johna Browna. Królowa Matka twierdziła, że w archiwach Windsoru odnalazła dokumenty świadczące o tajemnym małżeństwie królowej. Zapytana, co zrobiła z odkryciem, odpowiedziała, że spaliła dokumenty. Jeden odnaleziony dziennik, uznawany za wyznanie złożone na łożu śmierci przez kapelana królowej, informuje o małżeństwie królowej. Nie znajduje to jednak potwierdzenia w źródłach.
Gdy John Brown umarł w 1883 roku, królowa zażądała, by każdego ranka kładziono kwiat na jego poduszce i zleciła, by pochowano ją z jego fotografią i kosmykiem jego włosów w ręku.
Jego postać przybliża dramat filmowy Jej wysokość pani Brown (1997) Johna Maddena. W rolę Browna wcielił się w nim Billy Connolly.